# Intronizace

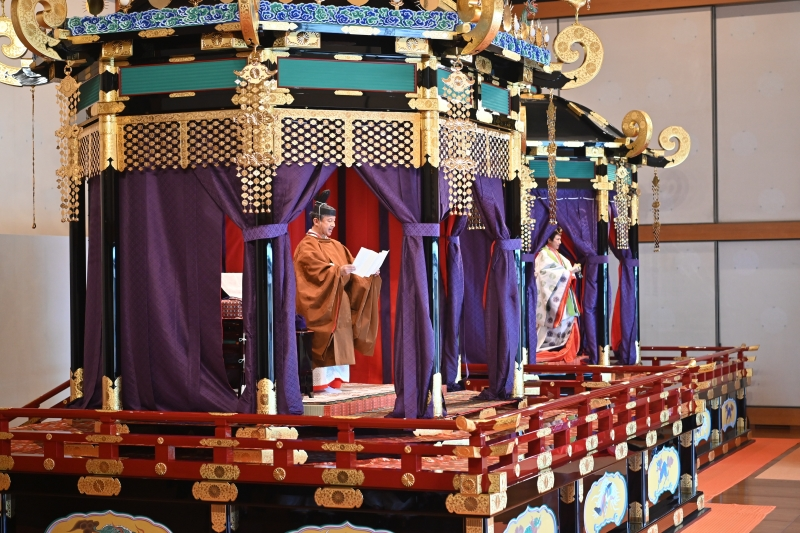
Intronizace japonského císaře Naruhita (2019)

Intronizace neboli uvedení na trůn (z latinského inthronizatio, inthronizare nebo řeckého enthronídzein; thrónos – trůn) je slavnostní ceremonie, při níž je uveden do úřadu nový monarcha nebo důležitý představitel katolické a pravoslavné církve. Po volbě nebo jmenování jsou takto do funkce uvedeni papež, biskup a opat, v pravoslavné církvi patriarcha. Součástí intronizace bývá obvykle intronizační mše.